# Rémy Di Gregorio
Rémy Di Gregorio, ciclista francês nascido a 31 de julho de 1985 em Marselha. É profissional desde o ano 2005 quando estreiou com a equipa Française des Jeux. Depois de um bilhete pelo Pro Team Astana, retornou a uma equipa francesa em 2012 quando alinhou pelo Cofidis, le Crédit en Ligne.  
Correu o seu primeiro Tour no ano 2007 mas teve que abandonar por uma queda na quarta etapa com o ciclista do Caisse d'Epargne Xabier Zandio, o qual também teve que abandonar.
A 10 de julho de 2012 foi detido numa rusga antiding realizada pela polícia francesa, no dia de descanso durante o Tour de França. No entanto, nove meses depois foi absolvido pelo Tribunal de Apelação de Aix já que as análises das substâncias encontradas determinaram que eram vitaminas.
Face à temporada 2014 voltou ao campo profissional depois de alinhar pelo conjunto francês La Pomme Marseille 13 no que permanece na atualidade.
A 12 de abril de 2018 informou-se que deu positivo por EPO num controle realizado a 8 de março de 2018 durante a disputa da Paris-Nice. Rémy foi suspenso do conjunto Delko Marseille Provence KTM.

## Palmarés
2006
- 1 etapa do Tour do Porvenir

2011
- 1 etapa da Paris-Nice

2012
- 1 etapa da Volta a Astúrias

2013 (como amador)
- Tour de Bulgária, mais 1 etapa

2014
- Tour de Taiwan

2018
- 1 etapa do Tour La Provence

## Equipas
- Française des Jeux (2005-2010)
- Pro Team Astana (2011)
- Cofidis, le Crédit en Ligne (2012)
- Delko Marseille Provence KTM (2014-2018)
  - Team A Pomme Marseille 13 (2014)
  - Team Marseille 13-KTM (2015)
  - Delko Marseille Provence KTM (2016-2018)